# Пейсен, Серафима Яковлевна
Серафима Яковлевна Пейсен (Гуляницкая; 15 мая 1904, Архангельск — 11 января 1992, Москва) — советская актриса.

## Биография
В 1928 году окончила актёрский факультет Ленинградского театрального института.
Работала в Ленинградском театре Пролеткульта, Ленинградском мюзик-холле, Театре миниатюр, Театре Ленсовета; одновременно выступала на эстраде, снималась на киностудии «Ленфильм». С 1940 — в Москве, в эстрадном театре «Осьминог» (художественный руководитель В. Ардов) при Всесоюзном гастрольно-концертном объединении (ВГКО).
В 1941—1945 годах — во фронтовой эстрадной бригаде. С 1945 года — артистка Москонцерта. В 1955—1963 годах работала в женском эстрадном ансамбле под управлением Романа Романова. Снималась на киностудии им. Довженко (1974).
Обладала ярким комедийным даром; исполняла юмористические рассказы (М. Зощенко, других авторов и собственного сочинения), куплеты, детские рассказы, с большим мастерством имитируя детский голос. Создала на эстраде образ тёти Паши — простой женщины, уборщицы в театре: выходила на сцену в рабочем халате, косынке, с веником и ведром, вела разговор на общественно-значимые и бытовые темы.
Муж — конферансье, писатель и изобретатель Роман Иванович Романов (настоящая фамилия Букин, 1915/1916—2014), заслуженный артист РСФСР (1989).
Похоронена на Калитниковском кладбище.

## Сценография

### Ленинградский театр Пролеткульта
- Малиновое варенье (1928) — комсомолка Аня
- Трамвай благочестия (1929) — старушка

### 1-й театр Пролеткульта
- Не взирая на лица (1930) — заведующая парфюмерным отделом Альская

- 1986 — «Это было вчера» — по пьесе Льва Шимелова, режиссёр Григорий Гурвич

## Фильмография
- 1935 — Граница (реж. Михаил Дубсон) — дочь Фейги и Новика[3]
- 1974 — Поцелуй Чаниты — сестра Лиги нравственности

## Аудио
- Монолог уборщицы теты Паши в исполнении Серафимы Пейсен Архивная копия от 21 сентября 2016 на Wayback Machine
- Фельетон Анатолия Тараскина в исполнении Серафимы Пейсен Архивная копия от 29 сентября 2016 на Wayback Machine